# Báb
Il Báb, nato Siyyid 'Alí Muḥammad Shírází in persiano سيد علی ‌محمد شیرازی‎ (Shiraz, 20 ottobre 1819 o primo di Muharram del 1235 dell'egira – Tabriz, 9 luglio 1850), è stato un profeta persiano, fondatore della Fede bábí, e una delle tre figure centrali della Fede bahá'í essendone l'Araldo e Precursore.

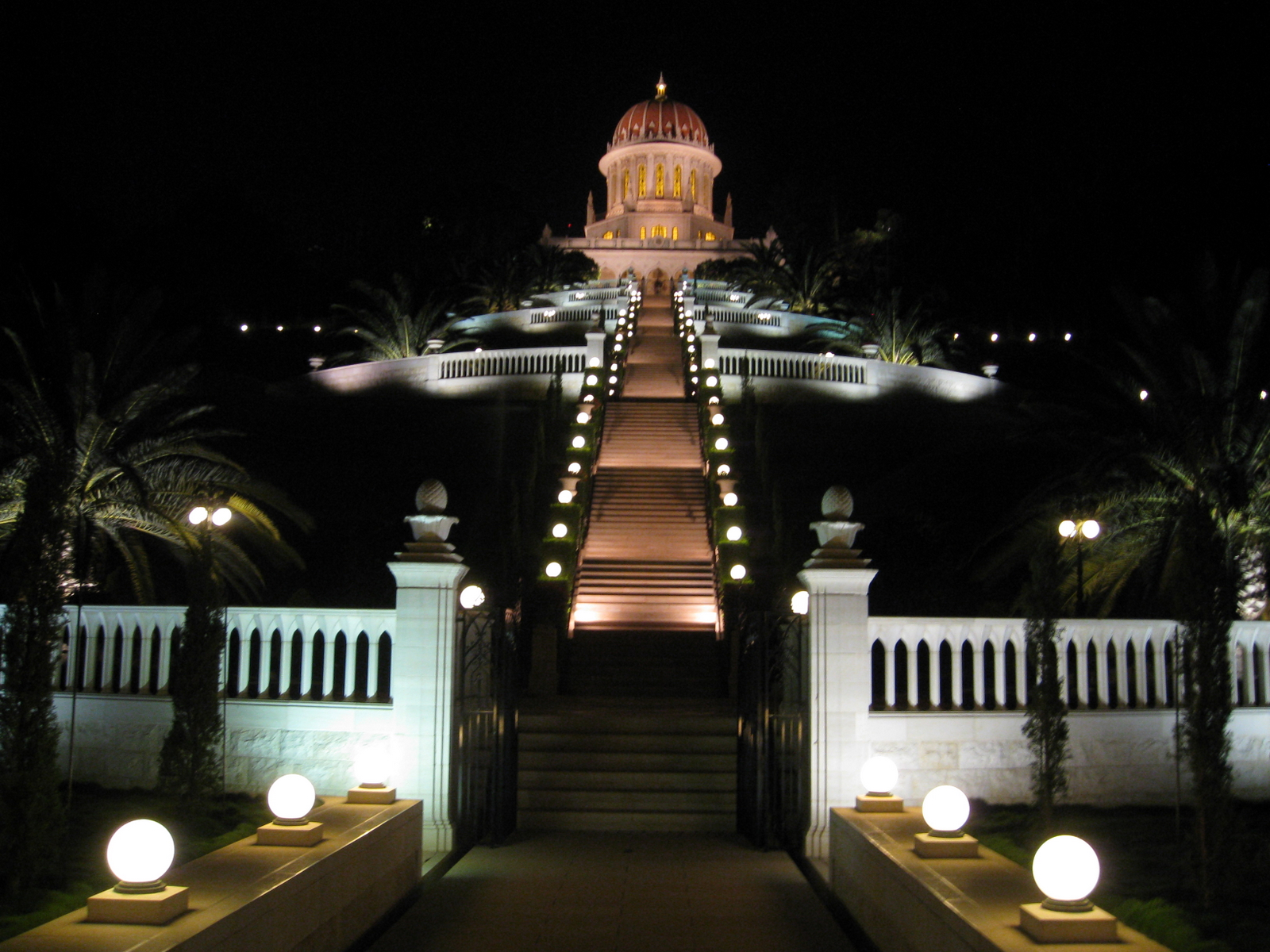
Mausoleo del Báb ad Haifa

Figlio di Siyyid Muhammad Riḍá e di Fátimih Bagum, figlia di un noto mercante di Shiraz. Mírzá 'Alí Muḥammad discendeva da Maometto tramite l'Imam Husayn e sua moglie Fāṭima bint Muhammad da entrambi i genitori, per ciò era un Siyyid, denominazione che è parte del suo patronimico, per la discendenza dal Profeta dell'Islam.

Portatore di una Rivelazione divina indipendente, Mírzá `Alí Muḥammad è noto con l'appellativo di Báb (parola araba che significa "Porta") per indicare che la sua missione chiudeva un ciclo della storia dell’umanità e ne annunciava uno nuovo; un tramite tra Dio e gli uomini. All'età di 25 anni dichiarò d'essere l'araldo di una nuova era di giustizia, l'età d'oro predetta da Profeti e Messaggeri divini del passato. Il suo principale compito fu l'aprire la strada al nuovo Messaggero di Dio, e molti suoi scritti si riferiscono a "Colui Che Dio manifesterà". La sua missione ebbe inizio il 23 maggio 1844, quando rivelò al suo primo discepolo che:
()
 ossia la 'Porta' . Divenuto al suo tempo assai popolare e amato anche fra le classi più umili, il Báb dovette affrontare comunque l'opposizione del clero ortodosso e del governo che furono i reali fomentatori e artefici del suo martirio oltre che della morte di migliaia di suoi seguaci, conosciuti come Bábí.
Nei rimanenti sei anni di vita, posteriori alla sua dichiarazione, il Báb scrisse numerose lettere e libri in cui introdusse l'inizio di un nuovo ordine sociale e indicò che ben presto sarebbe arrivato un nuovo Messaggero divino, quel Messaggero di Dio profetizzato da tutti i Libri sacri del passato ed atteso da tutta l’umanità. Introdusse il concetto di progressività delle religioni rivelate all'uomo tramite Educatori universali. Promosse l’emancipazione delle donne e dei poveri, incoraggiò l'educazione universale e lo studio della scienza, temi considerati fortemente rivoluzionari in una società retrograda e profondamente immersa in secoli di tradizione. Incoraggiò l’apprendimento delle arti e delle scienze, prescrisse regole per il matrimonio, il divorzio e l’eredità e stabilì leggi – solo in parte attuate – per la transitoria fase del periodo babista. Sebbene i vari tumulti che portarono a scontri tra le forze armate del governo e i Bábí che si difendevano, il Báb insegnò d'essere pacifici ed abolì la pratica tradizionale d'ottenere conversioni tramite l'uso della forza.

## Le missioni del Báb
Per i bahà'í il Báb, oltre che essere un Messaggero di Dio portatore d'una Rivelazione divina indipendente, come Adamo, Abramo, Mosè, Zoroastro, Krishna, il Buddha, Gesù, Maometto e Baháʼu'lláh, svolse anche un ruolo simile a quello d'Elia nel giudaismo o di Giovanni Battista nel cristianesimo come araldo e precursore della Fede bahá'í il cui fondatore, Bahá'u'lláh, affermò nel 1863 d'essere l'adempimento della profezia del Báb: "Colui la cui venuta era stata predetta dal Báb: il Prescelto da Dio".  L'imminente nuova Rivelazione, affermò il Báb, avrebbe liberato grandi energie creative e le capacità utili per l'instaurazione dell'unità e della pace globali. La gran parte dei Bábí con la rivelazione di Bahá'u'lláh divenne bahá'í prima della fine del XIX secolo.

## Biografia

### Infanzia e giovinezza
La madre era Fátimih Bagum (1800–1881), figlia d'un importante mercante di Shiraz che in età avanzata divenne bahá'í. Il padre, Siyyid Muhammad Ridá, un mercante assai noto, morì ancora giovane, poco dopo la nascita di Mírzá `Alí Muḥammad che fu quindi affidato alla protezione dello zio materno Hájí Mirzá Siyyid 'Ali, anch'egli mercante, che si prese cura di lui.

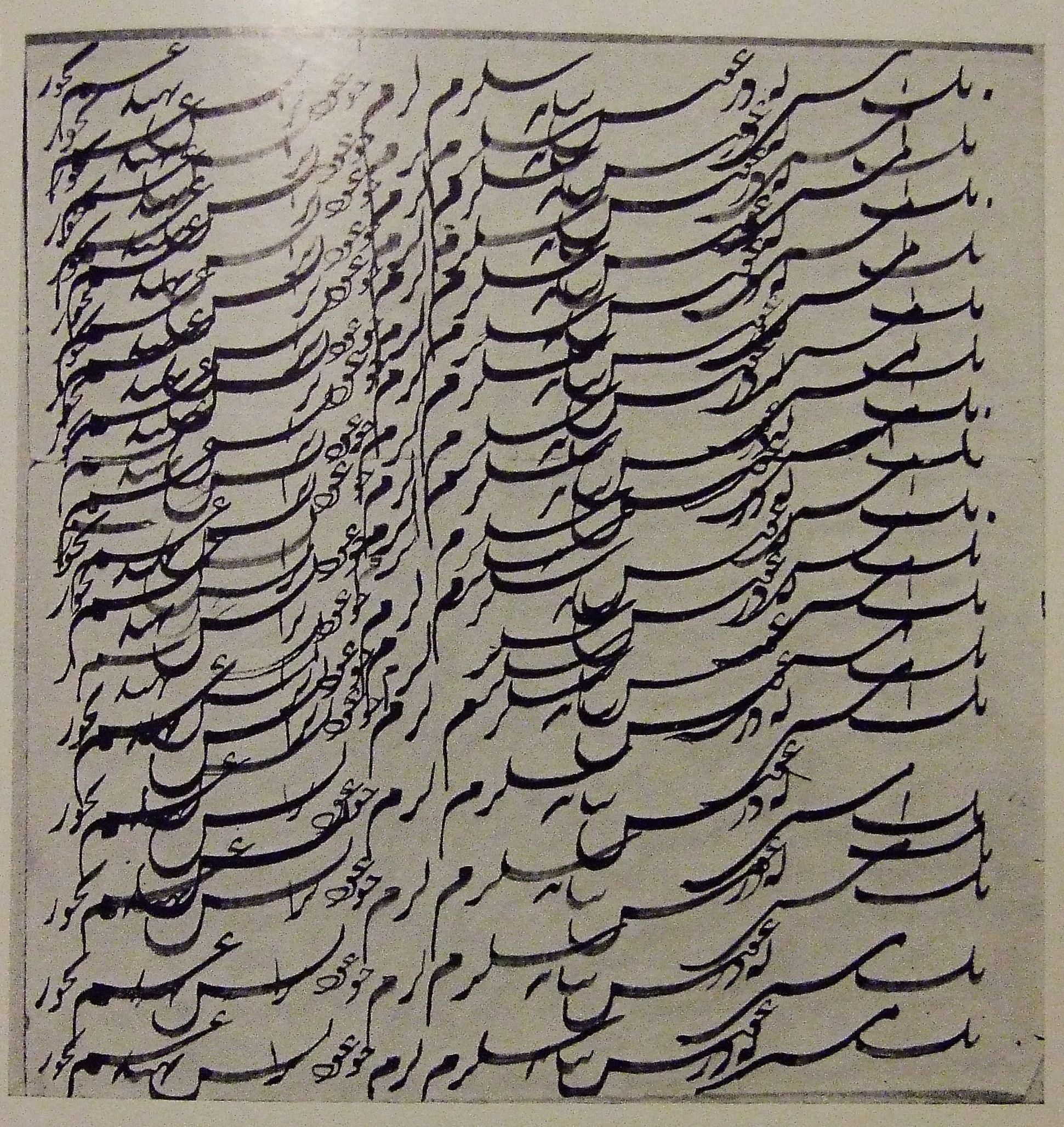
Esercizio calligrafico del Báb prima dei dieci anni.

Lo zio lo iscrisse a Shiraz ad una scuola primaria (maktab), dove il Báb studiò per sei o sette anni. All'epoca la teologia formale e ortodossa modellava il curriculum scolastico che comprendeva lo studio della giurisprudenza e della grammatica araba mentre il Báb era interessato a più saperi – come la matematica e la calligrafia – che erano poco presenti a livello elementare. L'interesse principale del Báb era però sulla spiritualità, la creatività e l'immaginazione ma ciò non era ammesso nel sistema scolastico persiano del XIX secolo. Di conseguenza, il Báb fu insoddisfatto di quel sistema educativo e, nei suoi scritti, invitò gli adulti a trattare i bambini con maggior dignità, consentendo loro anche il gioco e l'allegria, senza usare ira o durezza verso gli allievi.
A 15 anni, il Báb iniziò a lavorare per lo zio nell'azienda commerciale di famiglia e divenne attivo come commerciante nella città di Bushehr, vicino al Golfo Persico. Fu noto per la sua onestà e fidatezza negli affari, che si concentravano sul commercio con l'India, l'Oman e il Bahrein. Alcuni suoi primi scritti suggeriscono che all'attività commerciale preferisse lo studio della letteratura religiosa.
Già da fanciullo mostrò capacità eccezionali per la sua età, maniere affascinanti e nobiltà d'animo oltre che una vera devozione nell'osservanza delle preghiere e dei dettami della Fede musulmana
Le fonti perlopiù lo descrivono come gentile, precoce o dotato di grande intelligenza Uno dei suoi contemporanei di lui riporta:
()

Un medico irlandese William Cormick (questo evento straordinario rappresenta l'unica testimonianza diretta di un occidentale che abbia mai incontrato il Báb)  così lo delineò: 
()
A.L.M. Nicolas, scrittore francese del XIX secolo scrisse di lui: "La Sua vita è uno dei più magnifici esempi di coraggio che l'umanità abbia avuto il privilegio di vedere...".
Ed Edward Granville Browne: "Sono molto ansioso di apprendere tutto ciò che posso su quest'uomo grande e nobile e ho paura che se non si fanno ricerche ora, andrà tutto perso".

#### Matrimonio
Nel 1842, a 23 anni, rispondendo al desiderio della madre, sposò la ventenne Khadíjih-Bagum (1820-1882), figlia d'un noto mercante di Shíráz. Fu un matrimonio felice e nel 1843 la coppia ebbe un figlio, a cui fu dato il nome di Ahmad, che però morì lo stesso anno, dopodiché non ebbero altri figli. Gli sposi vissero a Shíráz, in una modesta casa assieme alla madre del Báb. Diversi anni dopo il suo martirio Khadíjih Bagum abbracciò la Fede bahá'í.

##### Shaykhismo
Alla fine del '700, Shaykh Ahmad Ahsa'i (1753–1826) fondò in Iraq una scuola di innovamento religioso all'interno dell'Islam sciita. Insegnava ai suoi studenti, che divennero noti come Shaykhi l'imminente ritorno della Guida divina attraverso l'apparizione del Mahdi (l'Imam Nascosto) o di un suo rappresentante. Shaykh Ahmad usava un approccio poco letterale agli insegnamenti islamici, insegnando ad esempio che il corpo materiale di Maometto non ascese al cielo durante il Mi'raj, e che l'attesa risurrezione dai morti era di natura spirituale. Tali insegnamenti lo posero in conflitto con i teologi sciiti ortodossi dell'epoca che lo denunciarono come eretico nel 1824.
Alla morte di Shaykh Ahmad, Siyyid Kázim Rashti (1793–1843) divenne la nuova guida spirituale del movimento evidenziando l'importanza profetica dell'anno 1260 AH (1844 d.C.), mille anni lunari dalla data dell'occultamento del dodicesimo Imam.
Nel 1841 il Báb andò in pellegrinaggio in Iraq dove, per alcuni mesi, restò principalmente a Karbala e dintorni, e dove presenziò a delle lezioni di Siyyid Kázim Rashti alla cui morte, avvenuta nel dicembre del 1843, Siyyid Kázim Rashti, non nominò alcun successore, ma indicò ai seguaci di mettersi in cerca del Mahdi che, secondo le note profezie, sarebbe ben presto apparso. Uno di quei seguaci, Mullá Ḥusayn, dopo aver digiunato e vegliato per 40 giorni, si recò a Shiraz dove incontrò il Báb.

## La vita da leader religioso
La missione del Báb come leader religioso prese forza tramite un sogno in cui lui beveva sette gocce di sangue che gocciolavano dalla gola lacerata dell'Imam Husayn - un importante martire simbolo di sacrificio nell'Islam sciita. Sebbene in precedenza fosse aduso a condividere i versi del Corano, dopo quel sogno iniziò a scrivere dei suoi versi e delle sue preghiere, rivendicando l'ispirazione divina. Nell'aprile del 1844, sua moglie Khadijih fu la prima a credere nella sua divina Rivelazione.

### Dichiarazione a Mullā Ḥusaīn
Giunto a Shiraz sul far della sera, Mullā Ḥusaīn, incontrò il Báb nei pressi d'una porta della città. La notte tra il 22 e il 23 maggio 1844 Mullā Ḥusaīn, invitato a casa dal Báb, gli confidò che stava cercando d'individuare l'atteso Mahdī (lett. "Ben guidato da Dio") come indicato da Siyyid Kázim. Fu allora che il Báb gli suggerì di considerare se poteva essere lui il Mahdī, il "Promesso", il possessore della conoscenza divina.
Il Báb rispose in modo più che soddisfacente a tutte le domande di Mullā Ḥusaīn e scrisse - di getto e con estrema rapidità - un lungo e significativo commento alla Sūra di Giuseppe. Quel commento conosciuto come Qayyúmu’l-Asmá' è considerato il primo scritto rivelato dal Báb. Quella stessa sera, Mullā Ḥusaīn riconobbe il Báb come il "Promesso", diventandone così il primo seguace. Tale avvenimento è celebrato dai bahá’í come giorno sacro, costituendo l’inizio della nuova Dispensazione religiosa e al contempo del nuovo suo calendario.

### Lettere del Vivente
Mullā Ḥusaīn fu dunque il primo a riconoscere il Báb. Nei cinque mesi successivi altri diciassette Shaykhi riconobbero autonomamente il Báb come Manifestazione di Dio. Fra loro vi fu anche la famosa poetessa Fáṭimih Zarrín Táj Barag͟háni, nota anche con gli appellativi di Qurratu’l-‘Ayn (“consolazione degli occhi”) e Ṭáhirih (“la Pura”). A quei primi diciotto discepoli il Báb conferì il titolo di Lettere del Vivente (ogni anima contiene una lettera dello Spirito di Dio che si combinano per formare la Parola) ed assegnò loro la missione di spargersi per la Persia, l'Iraq, e l'India per diffondere la notizia della sua Rivelazione (intesa come il ritorno o la continuazione del Monoteismo di Abramo).
Tutti assieme, tali diciotto credenti nella nuova Rivelazione, più il Báb, formarono il primo váhid: vocabolo arabo che significa: unità, il quale secondo il sistema di numerazione abjad corrisponde al numero diciannove. Il Báb sottolineò il valore spirituale di quella loro unità e nel suo libro sacro, il Bayán, paragonò in senso metaforico le Lettere del Vivente ai Quattordici Infallibili dell'Islam sciita (Maometto, più i dodici Imam e Fatima), parimenti al valore e all'importanza che ebbero i dodici discepoli di Gesú.

### Proclamazione

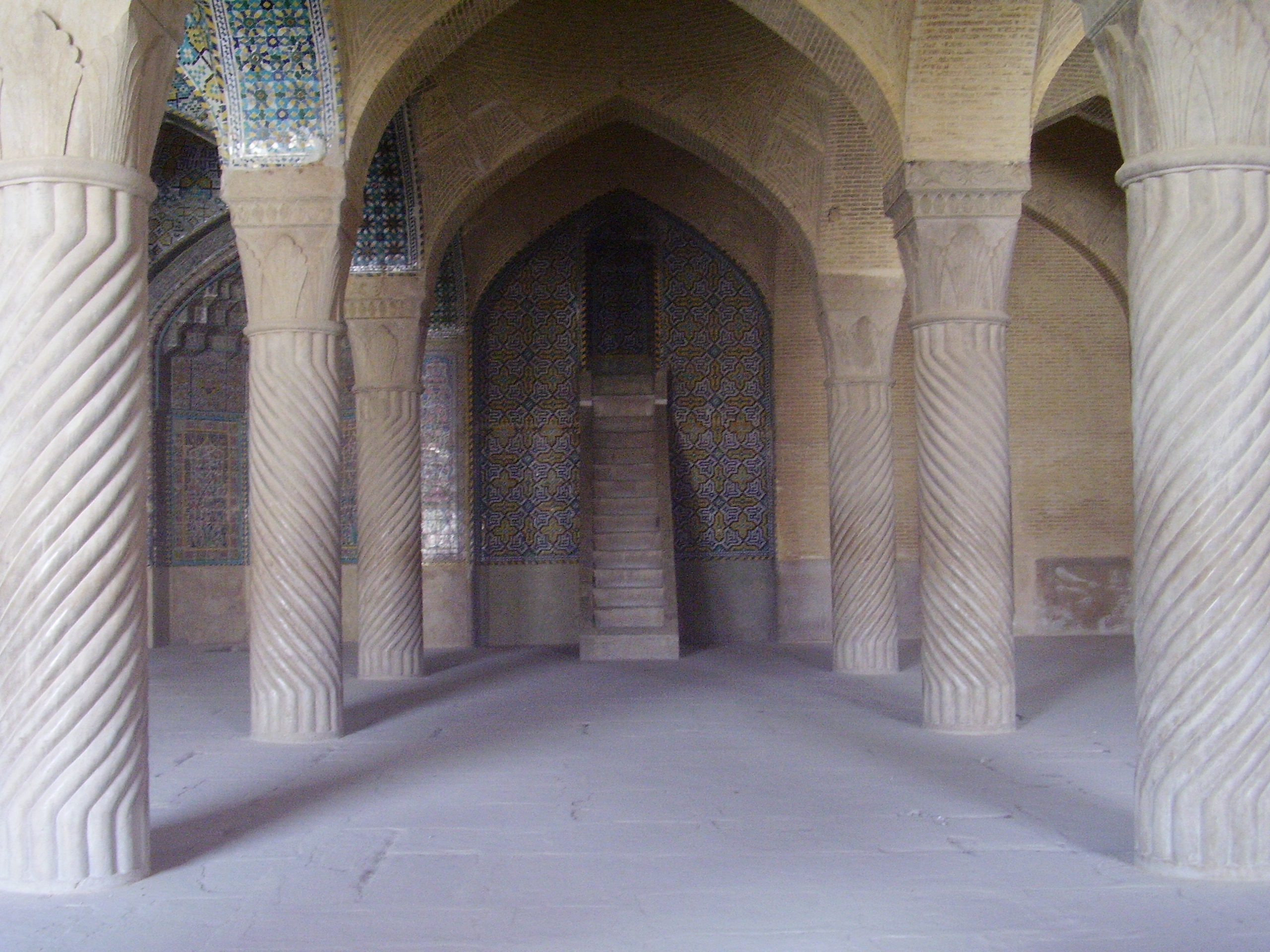
Il Báb salì su questo pulpito nel Masjid-i-Vakíl, rivolgendosi alla popolazione di Shiraz nel settembre 1846.

Nei suoi scritti iniziali il Báb s'identificò come 'Porta al dodicesimo Imam occulto', successivamente chiarì ch'egli stesso era anche il Mahdi, il messaggero di Dio, profetizzato da Maometto. La natura di alcune affermazioni del Báb e la loro interpretazione da parte dei seguaci diversamente dai detrattori presentano molta complessità. Mentre i sostenitori le intendono come una progressiva rivelazione d'una verità unitaria - un rivelarsi graduale e saggio, tipico anche d'altri Eventi religiosi, ad esempio quello di Bahá'u'lláh, il quale si dichiarò come Promesso da Dio nel 1863, al gruppo dei soli seguaci presenti in quell'occasione, e poi successivamente a tutti; o come quello di Gesù, il quale, solo ai suoi Apostoli confermò dapprima che era il Cristo cioè l'Unto dal Signore, il Messia, dicendo di non divulgarlo, come riferito nel Vangelo secondo Marco 8, 27-30. - i critici sostengono invece che l'evoluzione delle parole del Báb rifletta una mutevolezza personale.
Inizialmente, il Báb adottò uno stile simile a quello coranico nel preparare la gente e suscitare meno opposizione.
Saiedi sottolinea la differenza dei suoi scritti, prima del suo esilio a Maku, volti a preparare il popolo a una rivelazione più completa. Manuchehri, invece, evidenzia come tale cauta strategia servisse a creare aspettative per l'Imam Nascosto e a evitare persecuzioni.
Questa gradualità generò comunque qualche confusione, sia tra il popolo che tra i suoi seguaci. Alcuni lo consideravano un Messaggero divino con autorità autonoma, causando anche tensioni. Nonostante l'intento iniziale di discrezione, molti seguaci, come Táhirih, dichiararono poi apertamente la venuta dell'Imam Nascosto e del Mahdi.
Nel Qayyūm al-asmā, il Báb si identifica come un Messaggero divino in linea con i profeti precedenti, rivolgendo un invito universale al rinnovamento spirituale e sociale. L'uso del titolo "Báb" (Porta) aveva una duplice funzione: attenuare l'impatto delle sue affermazioni e allo stesso tempo indicare il suo ruolo di precursore di Bahá'u'lláh, il promesso Messaggero universale anticipato dalle principali Scritture Sacre del mondo.
In sintesi, l'evoluzione nelle affermazioni del Báb riflette una sua strategia, volta a preparare il terreno per una rivelazione sempre più completa e a evitare delle immediate e ancor più gravi persecuzioni. Questa gradualità ha generato una varietà commenti, sia tra i suoi seguaci che tra i suoi oppositori.

### Viaggi e prigionia
Dopo che le diciotto Lettere del Vivente lo riconobbero, il Báb accompagnato dal diciottesimo dei suoi discepoli, Quddús, si recò in pellegrinaggio alla Mecca e a Medina, luoghi santi dell'Islam, dove giunse nel dicembre del 1844.
In Mecca, alla Kaaba il Báb dichiarò pubblicamente di essere il Qa'im, scrisse allo Sceriffo della Mecca (in arabo شريف مكة‎?), il Custode della Kaaba, proclamando la sua missione; in seguito tornò col suo compagno di pellegrinaggio a Bushehr, dove in vita si videro per l'ultima volta.
La predicazione del Báb e quella da Lui ispirata alle Lettere del Vivente ebbe gran successo presso tutte le classi sociali iraniane e moltissimi ne accettarono il messaggio e gli insegnamenti.
"Il Babismo aveva numerosi adepti in tutte le classi sociali e molte erano persone assai influenti: avevano abbracciato questa dottrina grandi signori, membri del clero, militari e mercanti" (Journal Asiatiche, 1866, tomo 8, p. 251)

Ciò inasprì il clero islamico contro il Báb e i suoi seguaci che subirono, a Teheran, Mazandaran, nella regione di Fars e in altre località, repressioni e persecuzioni sempre più violente, crudeli e sanguinarie.
(.)
Tale supplizio tuttavia produsse, come spesso accade nelle ingiustizie, l'effetto contrario a quello voluto dai persecutori, alimentando il movimento religioso con nuovi fedeli e con la stima di molte persone verso di esso.
Sospinto dal clero il governatore di Shiraz ordinò l'arresto del Báb, che lasciando Bushehr, (in ritorno dal pellegrinaggio a Mecca) sul cammino per Shiraz nel giugno 1845, si consegnò volontariamente alle autorità; in seguito fu posto agli arresti domiciliari presso la casa di un suo zio sempre a Shiraz fino a quando scoppiò, nel settembre 1846 un'epidemia di colera.
Il Báb, dopo una prodigiosa vicenda fu rilasciato e, poté andare ad Esfahan, dove molte persone gli resero visita presso la casa dell'Imam -Jum'ih essendo affascinati dai suoi insegnamenti, aumentando sempre più la popolarità di cui godeva.

Dopo il trapasso del governatore di Esfahan, Manouchehr Khan Gorji, che era diventato un suo sincero sostenitore, lo Shah, Mohammad Shah Qajar, su pressione del clero della provincia, ordinò, nel gennaio 1847, il trasferimento del Báb da Esfahan a Teheran. 

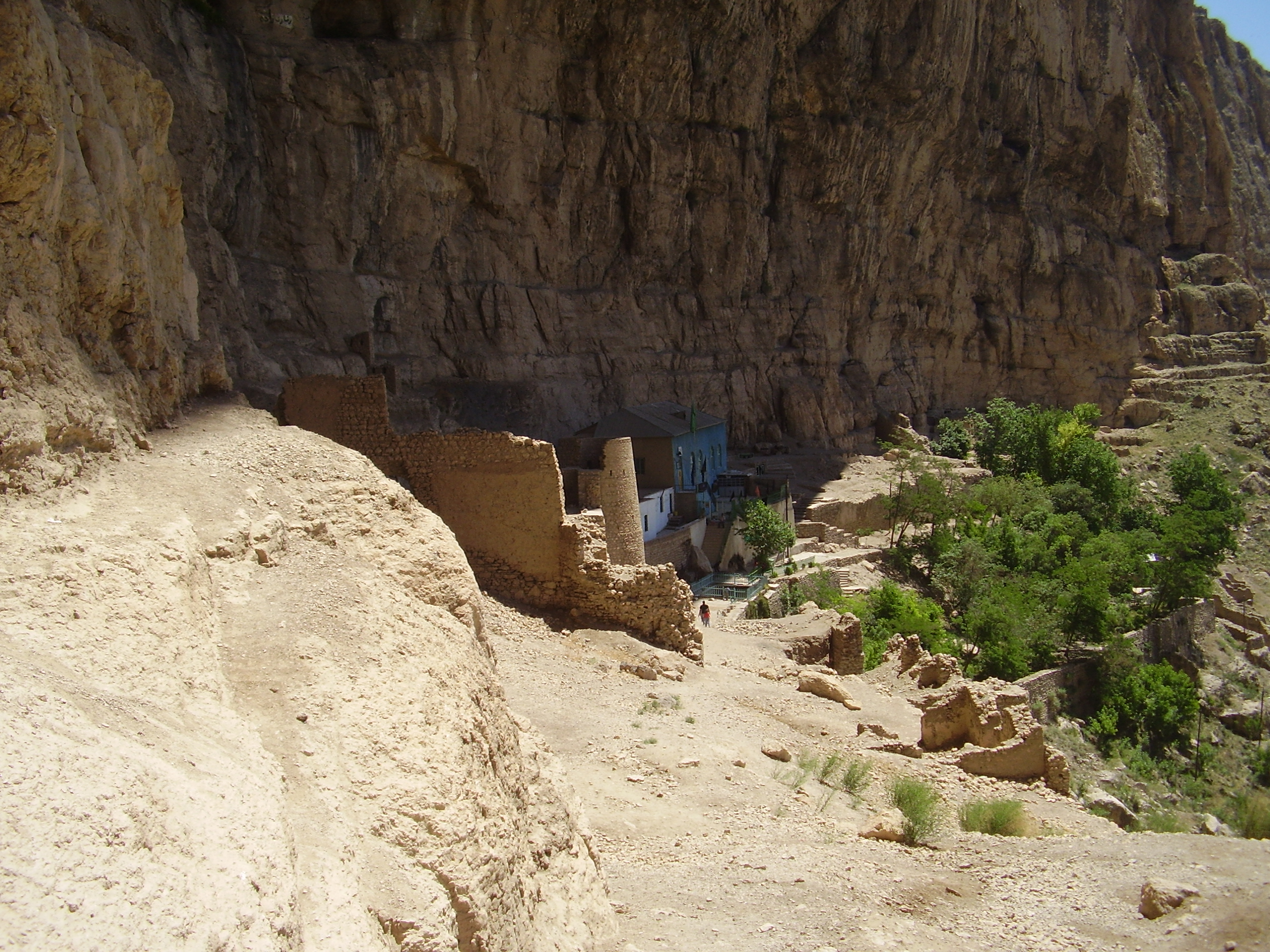
Questa è un'immagine della Fortezza di Mah-Ku, dove fu imprigionato il Báb. La Moschea Blu si trova nel luogo in cui si trova la Cella del Báb.

Dopo aver trascorso diversi mesi in un campo fuori Teheran, e prima che il Báb potesse incontrare lo Scià, il Primo Ministro lo fece proseguire e confinare a Tabriz, nell'angolo nord-occidentale del paese, per la sua prigionia. Evitato intenzionalmente l'incontro con lo Shah, e dopo poche settimane di relegazione a Tabriz, sempre su ordine del Primo Ministro, meno inquieto sul suo futuro per l'ormai scansato incontro, il Báb venne trasferito e recluso nella fortezza di Maku nell'estrema, impervia e montuosa, regione iraniana dell'Azarbaijan occidentale, delimitata ad ovest dal fiume Arasse, che divide il territorio dello Scià dall'Impero Russo, mentre a sud vede il confine con la Turchia; ciò col proposito di isolare il Báb, in quel remoto e inospitale angolo di Persia, dal crescente numero di suoi discepoli in tutto il paese. Durante tale carcerazione il Báb iniziò il suo più importante lavoro scritto, il Bayān persiano, che però restò incompiuto. A causa della crescente popolarità del Báb e dell'inattesa conversione del governatore della cittadina di Maku, il primo ministro, nell'aprile del 1848, ordinò un altro trasferimento del Báb nella fortezza di Chihríq, ma anche in quell'ulteriore e isolato luogo restrittivo la sua popolarità crebbe e, pure lì, i suoi carcerieri ne alleviarono la detenzione; fu presto evidente che alcuni dei più eminenti siyyid, 'ulamá e funzionari della vicina città di Khoy avevano dato il loro incondizionato e completo appoggio alla sua Fede.

### Processo a Tabríz
Nel giugno del 1848, il primo ministro ordinò di riportare il Báb di nuovo a Tabriz dove dei rappresentanti del governo assieme ad autorità religiose lo sottoposero ad un processo per blasfemia e apostasia. Durante il tragitto, trascorse dieci giorni nella città di Urmia, dove fu realizzato l'unico ritratto conosciuto di lui, una copia del quale fu in seguito inviata a Baháʼu'lláh ed è ora conservata negli Archivi Internazionali del Centro Mondiale Baháʼí.

Il processo si svolse nel luglio del 1848, alla presenza di un principe della Corona, e coinvolse numerosi membri del clero locale. Interrogarono il Báb sulla natura delle sue affermazioni, dei suoi insegnamenti e gli chiesero di compiere miracoli per dimostrare la sua autorità divina. Lo ammonirono di ritrattare le sue affermazioni. Testimonianze dei presenti riportano la risposta del Báb: "Io sono quella persona che aspettate da mille anni". Il processo non sortì alcun responso decisivo. Il clero pretendeva la pena capitale mentre il governo fece pressione affinché emettessero una sentenza clemente a causa della popolarità del Báb. Il governo decise di chiedere a dei medici di dichiarare l'inquisito insano di mente per evitarne l'esecuzione. È anche probabile che il governo, come misura per salvare la faccia e per placare il clero religioso, abbia diffuso voci secondo cui il Báb aveva ritrattato. Lo Shaykh al-Islam, un religioso apicale, campione della campagna anti-Báb, che non era presente al processo, emise una sentenza di morte condizionata alla sanità mentale del Báb. Fu emessa una fatwā che dichiarò l'apostasia del Báb, Ridda ردة, ossia apostasia dall'Islam, e che
()
William Cormick, il medico personale del principe ereditario, visitò il Báb e cercò di mitigare la sentenza, ma non riuscì a evitare il bastinado. Su insistenza del clero il Báb fu sottoposto a venti colpi di frusta alla pianta dei piedi. Un anonimo rapporto governativo e senza data, asserì che, a seguito della tortura il Báb avesse ritrattato le proprie convinzioni sia oralmente che per iscritto e si sia scusato, con l'impegno a non più rivendicare la propria missione divina. Tuttavia, sembra che tale dichiarazione sia stata falsificata per screditare la sua figura e che il linguaggio utilizzato nel documento sia incoerente con lo stile tipico del Báb. Esiste infatti solo uno scritto redatto dalle autorità dopo il processo, ma che il Báb si rifiutò di sottoscrivere.
L'orientalista Edward Granville Browne ottenne da Hippolyte Dreyfus-Barney, primo bahá'í francese, copia dei documenti relativi al processo del Báb. In particolare, Browne pubblicò in "Materials for the Study of the Babi Religion" un facsimile d'una presunta ritrattazione, un "documento anonimo" e non datato che attribuiva al Báb una completa rinuncia alle sue pretese divine. Browne, pur riconoscendo l'eleganza della calligrafia, ne dubitò l'autenticità. Lo studioso Amanat, a sua volta, screditò completamente il documento sostenendo che lo stile di scrittura non corrispondeva a quello del Báb e che era stato falsificato dai funzionari governativi di Tabriz per screditarlo e ingraziarsi lo Scià. Secondo Amanat, nel migliore dei casi, il Báb si rifiutò di firmare un documento preparato dalle autorità. Nonostante le forti pressioni per farlo abiurare, il Báb mantenne la sua fede e fu giustiziato a Tabriz con una fucilazione pubblica. Tale esecuzione servì a reprimere il movimento babí e a consolidare il potere del governo Qajar sotto il nuovo ministro, Amir Kabir.
Terminato il processo fu ordinato di riportare il Báb alla fortezza di Chehriq.

### Successione del Báb

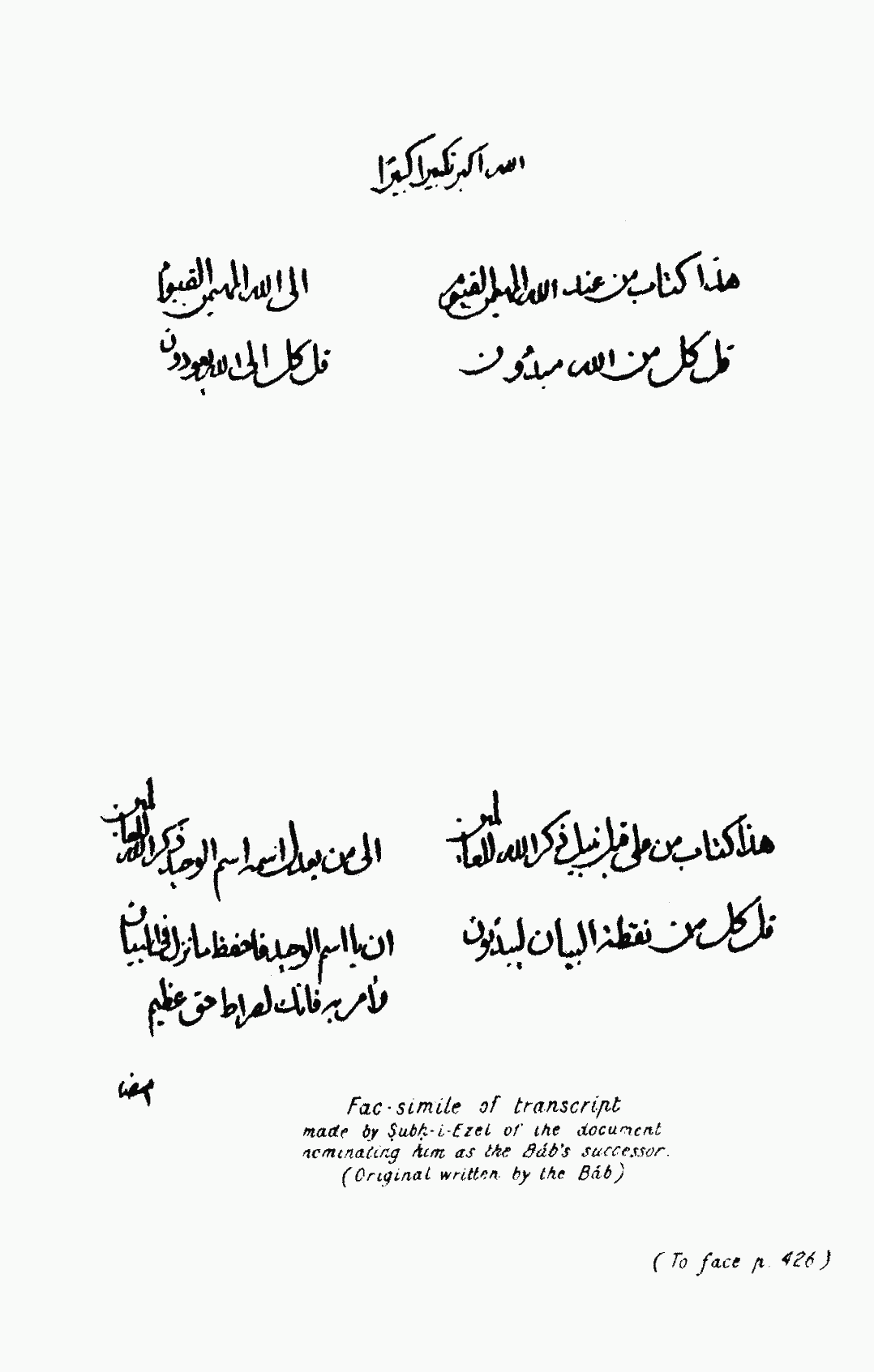
Documento di nomina di Ṣubḥ-i-Azal come successore del Báb, trascritto da lui stesso.

A causa della notorietà e dell'esposizione sociale di Bahá'u'lláh, come figura di spicco del movimento Bábí e non solo, e del fatto che contro di lui era stata emessa una condanna a morte da Mohammad Shah pochi giorni avanti la sua morte, che allora perse valore, fu importante non porlo più in luce. Anche delle lettere del Báb a Bahá'u'lláh furono a nome del fratello minore, Mírzá Yahyá. Il grande pericolo che minacciava Bahá'u'lláh era da Amir Kabir. Secondo Saiedi, se Amir Kabir avesse saputo del ruolo chiave che Bahá'u'lláh aveva nella Comunità bábí, lo avrebbe fatto giustiziare. Per proteggere Bahá'u'lláh, il fratello minore sarebbe stato messo a capo della Comunità bábí per evitare ulteriori pericoli. In tal modo, Bahá'u'lláh sarebbe rimasto in ombra continuando le sue attività come semplice bábí. Di conseguenza, il Báb inviò una lettera a Mírzá Yahyá nominandolo come leader in attesa dell'imminente apparizione del Promesso, chiamato dai bábí "Colui che Dio renderà manifesto". All'epoca Mírzá Yahyá, molto giovane, non aveva notorietà e viveva ancora nella casa del fratello maggiore, Baháʼu'lláh. Secondo Amanat, era proprio improbabile che Mírzá Yahyá potesse essere stato al centro dell'attenzione del Báb, soprattutto in una situazione in cui il Báb era isolato dai suoi seguaci essendo dapprima nella prigione di Maku e poi di Chihriq.
A differenza di religioni precedenti, dove le profezie perlopiù erano allusive, l'intero Bayan, che è il testo bábí principale è incentrato sull'imminente figura messianica, persino più grande del Báb stesso, che lui chiama "Colui che Dio manifesterà". Il Báb accosta sempre la rivelazione sua e la relatività delle sue proprie leggi a questa imminente figura.
L'essenza e lo scopo della missione del Báb fu nel preparare il terreno all'arrivo di colui che sarebbe giunto dopo di lui. Il Báb descrive tale figura messianica come l'origine in Terra di tutti gli attributi divini e afferma che il comando di Lui è equivalente al comando di Dio. Insegna ai suoi seguaci di indagare in modo indipendente nel cercare il promesso, riconoscendolo per la sua stessa realtà intrinseca, per le sue opere e attributi, e non per ragioni esterne a lui. Li avverte di non estraniarsi opponendosi a Lui sulla base di scritture sue, allo stesso modo in cui i seguaci di religioni precedenti s'erano opposti al nuovo profeta citando le loro scritture sacre. Inoltre, il Báb narra l'imminenza dell'arrivo, indicando come tempo d'arrivo l'anno nove e il diciannove.
Nel 1863, diciannove anni dopo che il Báb dichiarò la sua missione, Bahá'u'lláh, prima a Bagdad, in Iraq, e tre anni dopo in modo ancor più manifesto a Edirne nel 1866, dichiarò e scrisse d'essere la figura promessa dal Báb. La maggior parte della Comunità bábí lo seguì e divenne poi nota come bahá'í.
Solo un piccolo gruppo di Bábí che non riconobbero Baháʼu'lláh, rimase con Mírzá Yahyá fino alla sua morte avvenuta nel 1912. Tale gruppo era noto come Azalí o Azalí Bábí. Colui che Mírzá Yahyá avrebbe nominato come suo successore, Hadí Dawlat-Abádí, in seguito rinnegò pubblicamente la sua fede nel Báb e in Mírzá Yahyá. Oggi gli Azalí sono qualche migliaio in Iran, e ogni loro organizzazione pare non esista più.

## Esecuzione

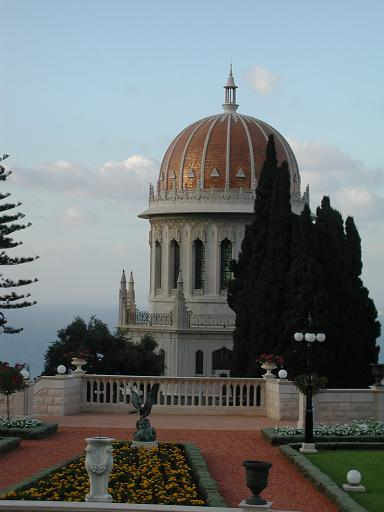
Mausoleo del Báb

A metà del 1850 il nuovo primo ministro del monarca persiano, Naser al-Din Shah, Amir Kabir, ordinò l'esecuzione del Báb, vista l'influenza dilagante del suo messaggio progressista che era recepito come una seria minaccia dall'establishment clericale e dal governo persiano.
La notte precedente l'esecuzione, allorquando il Báb veniva portato in cella, un giovane credente, Muḥammad-`Alíy-i-Zunúzí detto Anís, implorava di condividere il suo destino; Anís fu quindi imprigionato nella stessa cella del Báb.
La mattina del 9 luglio 1850, il Báb e Anis furono condotti nel cortile della caserma dov'erano imprigionati per subire l'esecuzione. Migliaia di spettatori si radunarono anche sui tetti delle case circostanti per assistere alla scena. Appesi a un muro del piazzale i due furono esposti al fuoco dei moschetti d'uno squadrone di settecentocinquanta soldati armeno-cristiani. Numerosi resoconti di testimoni oculari, compresi quelli di diplomatici occidentali, raccontano il fatto. Dopo che l'ordine di sparare fu dato e dopo che il fumo dei settecentocinquanta moschetti svanì, i resoconti hanno dettagli diversi ma tutti concordano sul fatto che il Báb e Anís non furono colpiti, si vide che i proiettili avevano tranciato solo le corde che li legavano al muro. Il fatto, assai miracoloso, inclusa la momentanea scomparsa del Báb, suscitò grande emozione e lo squadrone dei soldati armeno-cristiani si rifiutò di ripetere l'esecuzione. Un altro squadrone di soldati musulmani, sostituì il plotone precedente ed eseguì la seconda fucilazione e questa volta il Báb e Anís furono uccisi. I loro corpi furono gettati in pasto agli animali in un fossato fuori le mura della città, un'azione condannata da Sir Justin Sheil, allora ministro britannico a Teheran.
I corpi furono rischiosamente presi di notte da dei Bábí e nascosti. Col tempo furono poi trasferiti segretamente, secondo istruzioni di Bahá'u'lláh e in seguito di 'Abdu-l-Bahá, a Esfahan, Kermanshah, Baghdad, Damasco, e a Beirut, da dove nel 1899 furono via mare portati ad Acri in Israele. Il 21 marzo del 1909, quelle sacre spoglie furono poste in uno speciale mausoleo, sul Monte Carmelo, un mausoleo eretto a quello scopo da 'Abdu'l-Bahá, nelle cui vicinanze, il Centro Mondiale Bahá'í accoglie i pellegrini e i visitatori che desiderano farvi visita.

### Commemorazioni nella Fede bahá'í
Nel calendario baháʼí, denominato anche Calendario Badí, gli eventi fondamentli della vita del Báb costituiscono celebrazioni  importanti. Il computo degli anni parte dal 1844 d.C., anno in cui il Báb dichiarò la Sua missione, stabilendo così questo evento come punto di riferimento cronologico per l'intera comunità bahá'í mondiale. vengono commemorati annualmente dalle comunità baháʼí di tutto il mondo. 
Le tre commemorazioni principali sono: la nascita del Báb (20 ottobre 1819) che si festeggia insieme alla nascita di Bahá'u'lláh  il 1° e il 2 novembre, a rimarcare come le due nascite avvennero (a distanza di due anni l’una dall’altra) nel primo e nel secondo giorno, del mese di Muharram, del calendario Badì. Questa celebrazione è spesso chiamata “Manifestazioni Gemelle”  evidenziando il legame spirituale tra i due Fondatori. La dichiarazione del Báb (23 maggio 1844) segna l’inizio della dispensazione bahá’í e costituisce l’anno zero del calendario bahá’í: la dichiarazione del Báb a Mullá Husayn nella notte del 22-23 maggio 1844 rappresenta il momento in cui il Báb proclamò la sua missione divina. Questa data è considerata di tale importanza che l’intero sistema cronologico bahá’í si basa su di essa. Anche il martirio del Báb (9 luglio 1850) per esecuzione a Tabriz,  viene commemorata in incontri comunitari di preghiere e letture aperte a tutti, 

## Insegnamenti e eredità
Al centro degli insegnamenti del Báb c'è un appello alla riconciliazione di tutti i membri della famiglia umana, che segna l'avvento d'una nuova fase della storia umana: “siate come le foglie e i frutti di uno stesso albero, affinché possiate diventare una fonte di conforto l'uno per l'altro... Conviene a tutti voi di essere un unico popolo indivisibile...”. Il Báb indicò una prospettiva etica universale, che comprende l'imperativo morale di non far distinzioni tra credenti e non credenti e di riconoscere i bisogni oggettivi degli altri. L'intento dei suoi insegnamenti fu quello di gettare le basi “per la trasformazione innovativa dell'umanità”. Il Báb spiegava che la felicità e il benessere dell'uomo dipendono dal trattare gli altri esseri umani in linea con la Regola d'Oro, in particolare astenendosi dal causare tristezza, e dirigendo tutte le cose, sia naturali che create dall'uomo, a uno stadio di perfezione, un processo che porti in tutte le cose bellezza e un valore spirituale. In tal modo, la civiltà diverrà un'impresa sacra; un traguardo che sarà inteso appieno solo, dice il Báb, fissando lo “sguardo sull'Ordine di Bahá'u'lláh” Lo studioso Saiedi, sottolinea: “L'importanza ampia degli scritti del Báb risiede nella inestricabile loro relazione con quelli di Bahá'u'lláh...”. Gli insegnamenti del Báb offrono significative nozioni su Dio, religione e Profeti, reinterpretando di conseguenza concetti come: paradiso, inferno e resurrezione. Una rivelazione progressiva, in continuità e rinnovamento della religione, modernizzante l'istruzione, parificante lo status delle donne, abolente il sacerdozio, rigenerante l'etica, l'indagine indipendente della verità e la nobiltà umana. Un altro punto inscindibile dai suoi insegnamenti è l'avvento della figura messianica, a cui si riferisce come “Colui che Dio renderà manifesto”. Egli colloca costantemente la sua rivelazione e le proprie leggi nel contesto di tale avvento.

## Principi chiave
Uno dei punti focali della Fede Babí è il concetto secondo cui la volontà di Dio e i Suoi insegnamenti sono espressi, attraverso i Messaggeri Divini, progressivamente e ciclicamente in forme adeguate e compatibili con potenziali e nuove capacità, cioè in base all'accresciuta ricettività e ulteriore espansione dei talenti umani e spirituali al tempo in cui i nuovi dettami vengono palesati. Le Rivelazioni successive nulla tolgono alle precedenti, sono solo più consone ai moderni bisogni, e i Messaggeri di Dio che le manifestano si aggiungono ai precedenti Profeti, senza sminuirli o delegittimarli, sotto ogni profilo, promuovendo e completando la Loro opera con gli insegnamenti di cui sono latori. 
Tutti i Profeti sono visti come assoluti riflessi di Dio nel mondo. Egli evidenzia l'unità dei profeti, paragonandoli a degli specchi che riflettono lo stesso Sole (l'unico Dio). Il Báb indica un'idea di resurrezione come un processo di declino nel tempo e rinascita della religione attraverso nuove rivelazioni divine. A differenza di religioni precedenti, con accenni occasionali a futuri Profeti, la scrittura Bábí, nel Bayan, è centrata su Colui che Dio renderà manifesto. Tale figura Messianica è considerata dal Báb dotata di tutti gli attributi divini e di autorità pari a quella di Dio.
Il Báb incoraggia un'indagine indipendente per riconoscere il Promesso in base al suo carattere e alle sue azioni, e non a fattori esterni. Il Báb sottolinea la dote intrinseca agli esseri umani di pensare in modo specifico e di impegnarsi nella ricerca indipendente della verità. Sottolinea che le parole della Manifestazione di Dio e non i miracoli, sono la vera prova della legittimità di un Profeta. Rimuove il potere del clero, sostenendo che l'adorazione a Dio non richiede alcuna mediazione umana. Considera il clero una delle cause dell'attuale declino religioso.
Promuove l’educazione universale, sottolineando l’importanza della razionalità, della scienza e di un’istruzione efficiente. Ciò implica una società evoluta con scuole ben organizzate, l’insegnamento dell’etica, il rispetto per le diverse opinioni, la ricerca scientifica e un ruolo paritario e significativo per le donne nella società. L’apprendimento delle scienze è altamente incoraggiato, e il Báb propone delle riforme educative come l’eliminazione di argomenti obsoleti e l’uso di un linguaggio sincero e semplice.
Sebbene il Báb abbia vissuto in un contesto culturale patriarcale, i suoi insegnamenti hanno messo le basi per una trasformazione dei ruoli di genere, promuovendo una visione più equilibrata e paritaria alleviando gli oneri imposti dalla legge islamica. Deplora la poligamia, il concubinato e qualsiasi forma di matrimonio forzato e afferma che le donne devono godere degli stessi diritti e opportunità degli uomini, promuovendo così l'uguaglianza e il controllo sulla propria vita.
Incoraggia l'educazione femminile che giudica uguale a quella maschile agli occhi di Dio. Táhirih, la principale sua discepola sfidò le norme sociali dell'epoca fino al martirio per dare impulso ai diritti delle donne. Il Báb enfatizza il perdono, la gentilezza e il fare del bene agli altri, anche a coloro che fanno del male. Sostiene la cura dell'ambiente e la costruzione di una società migliore e prospera. Proibisce la violenza e promuove la convivenza pacifica. 
Nel complesso, il Báb pensava a una comunità incentrata sull'unità, amore, servizio e sul rifiuto d'ogni violenza.

## Scritti
Il Báb afferma che i versetti rivelati da una Manifestazione di Dio sono la prova più grande della sua missione e gli scritti del Báb comprendono oltre duemila tavole, epistole, preghiere e trattati filosofici rivelati tra il 1844 e il 1850. La maggior parte delle opere furono rivelate in risposta a domande specifiche dei Bábí. Quasi tutte manoscritte, a volte il Báb rivelò le opere molto rapidamente cantandole in presenza di un segretario e di testimoni oculari. Questi scritti fanno parte della storia e delle scritture bahá'í, in particolare le sue preghiere, che sono spesso recitate individualmente e in riunioni devozionali. Le opere del Báb hanno suscitato notevole interesse e analisi da parte del mondo accademico. Elham Afnan descrive gli scritti del Báb come capaci di "ristrutturare il pensiero dei lettori, liberandoli dalle catene di credenze obsolete e costumi tramandati".
I suoi scritti, composti principalmente in arabo e persiano, si concentrano su temi di riforma spirituale, trasformazione sociale e la promessa di una futura Manifestazione di Dio, successiva alla sua.

### Categorie principali degli scritti del Báb
Gli scritti del Báb possono essere suddivisi in diverse categorie principali:

#### 1. Opere dottrinali e mistiche
Questi testi esplorano concetti teologici e mistici, spesso reinterpretando il Corano e la tradizione islamica. Tra i più significativi:

##### Qayyúmu’l-Asmá’
Conosciuto anche come *Tafsír Súrat Yúsuf*, è il primo e uno dei più importanti scritti del Báb. È un commentario sulla Sura di Giuseppe del Corano, scritto poco dopo la dichiarazione della sua missione. Il testo enfatizza il tema della rivelazione e dell'unità divina. Fu ampiamente distribuita nel primo anno del movimento Bábí, funzionando come una sorta di Corano o Bibbia. Táhirih tradusse l'opera in persiano.

##### Dalá'il-i-Sab‘ih (Le Sette Prove)
Ci sono due opere con questo nome, quella più lunga in persiano, quella più corta in arabo; entrambe furono composte a Maku alla fine del 1847 o all'inizio del 1848. Nicholas definì le Sette prove persiane "le più importanti delle opere polemiche uscite dalla penna di Sayyid ʿAlí Muhammad". Un'opera in cui il Báb fornisce argomentazioni razionali e mistiche per dimostrare la validità della sua missione profetica.

##### Kitábu'l-Asmá’ (Il Libro dei Nomi)
Un testo voluminoso che esplora i "Nomi e Attributi di Dio" attraverso una prospettiva mistica. Fu scritto durante gli ultimi giorni del Báb a Chehriq, prima della sua esecuzione. Le varie copie manoscritte contengono numerose varianti nel testo; il libro richiederà un lavoro considerevole per ricostruire il suo testo originale.

#### 2. Scritti legislativi
Il Báb elaborò un sistema di leggi e regolamenti per i suoi seguaci, molti dei quali anticipano quelli successivamente codificati da Bahá’u’lláh, il fondatore della Fede Bahá’í.

##### Bayán Persiano e Bayán Arabo
Considerati i testi legislativi principali del Báb, questi scritti definiscono leggi, norme morali e rituali, annunciando al contempo l'arrivo di una Manifestazione successiva. Il Bayán persiano è il più dettagliato e occupa un ruolo centrale nella sua rivelazione.

#### 3. Preghiere e meditazioni
Il Báb compose numerose preghiere, inni e tavole mistiche per i suoi seguaci. Questi scritti spesso esprimono un linguaggio poetico e simbolico, inteso a ispirare una connessione diretta con Dio.

#### 4. Tavole e lettere agli individui
Il Báb scrisse molte lettere (note come *tavole*) indirizzate ai suoi primi discepoli, conosciuti come *Lettere del Vivente*, e a funzionari religiosi e politici. In queste, il Báb difendeva la sua missione e invitava i destinatari a riconoscere la nuova rivelazione.

### Stile e linguaggio
Gli scritti del Báb sono caratterizzati da uno stile altamente esoterico, con frequenti riferimenti al Corano e alla letteratura islamica classica. Molti testi sono strutturati secondo un linguaggio numerologico e simbolico, che richiede una conoscenza approfondita del misticismo islamico per essere pienamente compreso. Il Báb stesso affermò che i suoi scritti superavano i cinquecentomila versetti di lunghezza; il Corano è lungo 6300 versetti. Se si supponessero 25 versetti per pagina, ciò equivarrebbe a 20.000 pagine di testo.
Preservazione e traduzione
Non tutti gli scritti del Báb sono sopravvissuti a causa delle persecuzioni subite dai suoi seguaci. Molti manoscritti originali sono stati distrutti, ma una parte significativa è stata preservata e studiata da storici e traduttori. Una selezione di questi testi è stata tradotta in diverse lingue, rendendo più accessibili le sue idee al pubblico globale. Il Dipartimento degli Archivi del Centro Mondiale Bahá'í attualmente conserva circa 190 Tavole del Báb. Estratti da diverse opere principali sono stati pubblicati nell'unica raccolta in lingua inglese degli scritti del Báb: Selezioni dagli Scritti del Báb.
Influenza e significato
Gli scritti del Báb hanno svolto un ruolo centrale nella formazione della Fede Bahá’í e nell’emergere di un rinnovamento spirituale globale. Essi rappresentano un punto di svolta nella storia religiosa del XIX secolo, prefigurando una visione di unità e progresso per l'umanità.